# 백악산 (고려)
백악산(白岳山)은 고려 시대 왕의 행궁(行宮)이 있던 곳이다. 《고려사절요》에 따르면, 고려 명종 갑오 4년(서기 1174년)에 왕이 조서를 내려 도성인 개경 둘레에 삼소(三蘇)를 두어, 좌소(左蘇)인 백악산(白岳山), 우소(右蘇)인 백마산(白馬山), 북소(北蘇)인 기달산(箕達山)에 각각 연기궁궐조성관(延基宮闕造成官)을 두었다고 한다. 고려말 이색이 쓴 《목은집》(牧隱集)에 따르면, 개경 주위에 삼소를 둔 것은 도참설(圖讖說)의 지리쇠왕설(地理衰旺說)에 의하여 국가의 기업(基業)을 연장시키기 위함이라고 한다. 고려의 왕들은 주기적으로 삼소에 순행(巡幸)하며 머물렀다고 한다.